# Електронна промишленост в България
Електронната промишленост в България е сектор, започнал да се развива интензивно през 60-те години на XX век. Политиката за насърчаване на електронната промишленост се провежда на държавно ниво, заляга в редица партийни документи, които са в основата на командната икономика на НРБ, и е отражение на стремежа за внедряване на постиженията на научно-техническата революция. След 1989 г. този сектор, както и много други промишлени сектори, претърпява рязък спад.

## История
Първите пионери в областта на електрониката започват да произвеждат български радиоприемници в занаятчийски електротехнически работилници след Първата световна война предимно от вносни части, поради липса на подобни производства в България. Приемането на „Закон за радиото“ през май 1927 г. дава възможност за създаване на индустриални предприятия в областта на радиотехниката, с използване на произвежданото разнообразие от електронни прибори в чужбина и бързо развиващата се схемотехника.
Известната занаятчийска работилница „Електрон“ на инж. Светозар Пренеров в Бургас произвежда линейни радиоприемници с електронни лампи и други градивни компоненти предимно от внос. След приетия „Закон за радиото“ работилницата се разраства до промишлено предприятие за серийно производство на радиоприемници с марката „Тулан“. С този предмет на дейност фабриката е регистрирана в търговския регистър на Областния съд Бургас под номер 1346/1927 г. От произвежданите линейни приемници се преминава към производството на суперхетеродинни радиоприемници с добро качество за времето си. Производството продължава до 1947 г., когато фабриката е национализирана и става основа за изграждане на комбинат за електротехнически материали и производство на кабели и проводници.
Началото на организирано развитие на производството на електротехнически материали, конструктивни елементи, машини и апарати, се полага от държавата през 1947 година, когато се създава автономно смесено предприятие „Синдикат електротехническа промишленост“ (ЕЛПРОМ). Предметът му на дейност е да организира производството и продажбите на слаботокови и силнотокови електрически машини, апарати и съоръжения, както и да обезпечи необходимите за това материали и полуфабрикати.
След проведената на 23 декември 1947 г. национализация на промишлените предприятия Синдикатът е преобразуван в държавно Обединение за електротехническа промишленост (ОЕП) „ЕЛПРОМ“ – София към Министерство на електрификацията и мелиорациите с фабрики за производство на електродвигатели, трансформатори, проводници и кабели, бакелитови електротехнически изделия и др. Мащабното и разностранно развитие на електронната промишленост в България е поставено с производството на радиоприемници „Христо Ботев“ в софийските фабрики „Радиопром“ (1947) и „Родно Радио“ (1948). Още през 1948 г., година след национализацията, от системата на обединението са произведени 2713 броя радиоприемника. По-късно производството и обслужващият персонал преминават към построения през 1949 г. в София по съветски проект Слаботоков завод „Климент Ворошилов“. Той произвежда радиоприемници, телефонни апарати, автоматични телефонни централи, нискочестотни усилватели, електромери, стрелкови измервателни уреди.
В началото на петдесетте години ОЕП „ЕЛПРОМ“ се реорганизира в Управление на електротехническата промишленост (УЕП) „ЕЛПРОМ“, като съставна част от системата на Министерство на електрификацията. Перспективният план за развитието на електропромишлеността от 1951 – 1952 г. предвижда изграждане на специализирани заводи, за да се разширява производството ида не се дублира производствената номенклатура. Нивото на проектиране и технология на производството се променя от постъпването в заводите на първите български инженерни кадри, които през 1950 – 1951 година са получили висшето си образование в Държавната политехника – София. Между 1951 и 1958 г. на подчинение на УЕП „ЕЛПРОМ“ са формирани, разширени или изградени 16 заводи и фабрики с производствена номенклатура от над 400 различни изделия и материали, произвеждани в няколко хиляди типоразмера.
В областта на производството на изделия с влагане на електронни компоненти (т. нар. слаботоково производство), водещ е Слаботоков завод „Климент Ворошилов“. Последователно се усвоява производството на електромедицинска техника и телевизори (1953 – 57), ултракъсовълнови радиотелефони (1961 – 65), ултракъсовълнови радиостанции и професионална радиоелектронна апаратура (1966 – 70). От този завод през годините се отделят 12 самостоятелни предприятия на слаботоковата промишленост в България: 11 в страната и завод Електроника в София. Телефонното производство се обособява в самостоятелен Завод за телефонна и телеграфна техника в София (1963), производството на радиоприемници преминава към Радиозавода във Велико Търново (1966), на специални (транзисторни) ултракъсовълнови (УКВ) радиостанции – към завода за ултракъсовълнови станции „М. Антонов“ в Гоце Делчев (1974), а монтажът на телевизионни приемници – към Завода за телевизори и радиоприемници (до 1976 Радиозавод) във Велико Търново (1977).
Истинското развитие на електронната промишленост настъпва между края на 60-те и края на 70-те години, когато държавното ръководство започва политика на развитие на нови, високо технологични отрасли. В началото се развиват приборостроенето, слаботоковата и съобщителната техника, след това се поставя начало и на радиоелектрониката. Започват да се изграждат заводи и се насърчава обучението на кадри. Председател на ДКНТП от 1962 до 1971 г. е професор Иван Попов, който може да бъде наречен „баща на българската електроника“.
Възходът на електронната промишленост съвпада с период, когато суровинната база е осигурена с 10-годишния договор за сътрудничество между България и СССР от 1967. Пазарите се осигуряват по линия на СИВ, като България специализира в производството на радиорелейни линии, УКВ радиостанции и съобщителна техника – телефонни централи и апарати. Например за СССР се изнасят годишно над 100 хиляди радиостанции и стотици хиляди телефонни централи и апарати. Произвеждат се от ДСО „Респром“, създадено през април 1965 г. специално за съобщителна техника. През 70-те години са закупени швейцарски лицензи за радиорелейна апаратура, уплътнителни централи и АТЦ и в началото на 80-те „Респром“ е най-големият износител на съобщителна техника в СИВ. От средата на 60-те започва да се развива изчислителната техника, а през 1973 е създадено самостоятелно Министерство на електрониката и електротехниката. През 1970 г. в електронната и електротехническата промишленост са заети около 75 хиляди души.
През 70-те и 80-те години електронната промишленост се превръща в структуроопределящ отрасъл на българската икономика. Големият пробив идва със специализацията на България за производство на 4 изделия на изчислителната техника: централни процесори за ЕИМ „Р-20“, запаметяващи устройства на магнитен диск (ЗУМД), на магнитна лента (ЗУМЛ) и сменяеми пакети магнитни дискове за ЗУМД. За изпълнение на задълженията по линия на СИВ през 1969 – 1970 г. са изградени 7 нови завода, всички в състава на ДСО „Изот“: Завод за магнитни дискови пакети (Пазарджик), Завод за запомнящи устройства (Велико Търново), Завод за инструментална екипировка и нестандартно оборудване (Шумен), Завод за печатни платки (Русе), Завод за периферни устройства (Стара Загора), Завод за запаметяващи устройства (Пловдив), Завод за механични конструкции (Благоевград). По-късно се присъединяват и други новоизградени заводи като Завод за магнитни глави (Разлог), Завод за регистрационна техника (Самоков), Завод за магнитни прахове (Горна Оряховица), Завод за токозахранващи устройства (Харманли), завод „Мехатроника“ (Габрово). Въвежда се стегната система на вътрешна за обединението организация с цел едросерийно производство на изчислителна техника
Гръбнакът на българската електронна промишленост през 80-те години са ДСО „Респром“, ДСО „Изот“ и СО „Микропроцесорни системи“.
Според Димитрова този възход на българската електронна промишленост се дължи на три фактора:
1. целенасочена държавна политика на развитие и замяна на екстензивните фактори на растеж с интензивни чрез внедряването на научни постижения;
2. наличие на пазари за произведените продукти
3. наличието на човешки потенциал – подготвени специалисти, включително способни водачи (визира се голямата роля на Иван Попов начело на ДКНТП). В същия източник Йордан Младенов определя България като мост между Запада и източните технологии.

## Подотрасли
Исторически електрониката се отделя като отрасъл от електротехническата промишленост, но двата сектора остават свързани и дълго време се ръководят от едно министерство.
- Съобщителна техника и битова радиоелектроника
- Приборостроене и автоматизация
- Електронноизчислителна техника, включително градивни елементи (полупроводникови елементи и пасивни електронни елементи)

## Стопански организации
Както и в други области на плановата икономика до към средата на 80-те години организацията на производството в сектора се променя с годините. Производствените единици до 80-те години са държавни стопански обединения (ДСО), функционирали под шапката на съответното министерство (последователно Министерство на машиностроенето (1966 – 1973), Министерство на електрониката и електротехниката (1973 – 1981), Министерство на машиностроенето и електрониката (1981 – 1984), Министерство на машиностроенето (1984 – 1986). ДКНТП разработва стратегията за перспективите и развитието на електронната промишленост в България, като се стреми да следва световните тенденции за внедряване на научните постижения през втората половина на ХХ век.
Основните предприятия на електротехническата и електронната промишленост са образувани през 1965 г.

### ДСО Елпром
Елпром включва 20 завода и Института по електропромишленост и произвежда предимно изделия на електротехниката като електродвигатели, генератори, електрозадвижвания и електронни системи, трансформатори, електрооборудване, силова електроника. Елпром възниква като Електротехническа Промишленост, Указ на Председателството на НРБ № 12 от 4 юли 1947 г., с който се създава автономно смесено предприятие „Синдикат Електротехническа Промишленост“ или накратко Елпром, със седалище София. През 1966 – 1970 г. се произвежда електротехническа окомплектовка за електрокари и електротелфери, които се изнасят в големи количества и по-късно част от електропромишлените предприятия са включени в състава на ДСО „Балканкар“ (Завод за постояннотокови машини „Георги Костов“-София, Завод за телферни електродвигатели-В. Търново, акумулаторен завод „Методи Шатаров“-Пазарджик, Акумулаторен завод „Енергия“-Търговище, акумулаторен завод „Старт“-Толбухин). Друго направление е съоръжаването на редица електроенергийни обекти с необходимите електрически машини (ВЕЦ „Тешел“, ВЕЦ „Момина клисура“, ВЕЦ „Сестримо“, ПАВЕЦ „Белмекен“, Каскада „Санданска Бистрица“, ВЕЦ „Девин“, ПАВЕЦ „Чаира“, както и десетки помпени станции). През 1971 – 1985 г., са усвоени нови изделия: електроинструменти, електроавточасти за леки автомобили „Лада“, разпределителни устройства и комплектни трансформаторни подстанции, комплектни електрозадвижвания за високомоментни електродвигатели. Електронните преобразуватели за високомоментните задвижвания се произвеждат в Завод „Н. Киров“ – Русе, а електродвигателите и комплектните устройства се произвеждат в Завод „Динамо“ – Сливен и Завод „Елпром Троян“, Елпром – Ловеч, Елпром – Тетевен и Елпром Етрополе. В рамките на сътрудничеството в електротехническата промишленост по СИВ България получава специализация за производството на комплектни електрозадвижвания за металорежещи машини с цифрово програмно управление (ЦПУ).
В Държавен архив към МС са съхранени фотографии на сградите на всички предприятия от ДСО „Елпром“ в България.
Развитието и производството на електродомакински уреди се извършва основно в стопанския комбинат „Домакински електроуреди“ – Варна, който включва завод „Елпром“ – Варна, завод „Устрем“ – Смядово, завод „Терма“ – Тутракан, завод „Т. Илиев“-Провадия и Научно-производствено предприятие за домакински електроуреди-Варна. Комбинатът задоволява значителна част от потребностите на страната от домакински електроуреди.

#### Търговска марка Елпром
През 2020 година Върховният административен съд (ВАС) взе своето окончателно Решение, че „ЕЛПРОМ“ не е търговска марка (запазена като такава от „Елпром Харманли“), а е нарицателно, съвкупност от Електротехническа Промишленост, каквото значение е имало наименованието „ЕЛПРОМ“. Тази юриспруденция е от изключителна важност, тъй като по този начин се запазва характеристиката на отрасъла – електротехническа промишленост и словния елемент за нея „ЕЛПРОМ“ остава свободен за употреба, като резултат и благодарение на воденото от Електромоторен завод „Елпром Троян“ дело срещу „Елпром Харманли“.

### ДСО Респром
Респром включва при образуването си 26 предприятия, като по-късно са построени и нови заводи като Завод за телевизори и радиоприемници – Велико Търново; Завод за УКВ радиостанции в Гоце Делчев; Завод за радонавигационна апаратура – Варна; Завод за електронна нестандартна апаратура – Толбухин; Завод за контактни елементи – с. Зверино. Обединението произвежда промишлена и битова електронна апаратура и телефонна техника. В края на 1970 г. заводите за производство на електронни елементи влизат в състава на новообразуваното ДСО „Електронни елементи“. След няколко години заводите, произвеждащи професионална и специална електронна апаратура се отделят в ДСО „Електрон“. Към 1978 г. броят на предприятията на Респром е 20, включително два научноизследователски и проектно-конструкторски института и редица Бази за техническо развитие.
Респром произвежда радиоприемници, телевизори, битова електроника, УКВ радиостанции и радиолокационна апаратура за кораби, съобщителна техника (селищни координатни автоматични телефонни централи (АТЦ), координатни АТЦ за жп транспорта, квазиелектронни АТЦ „Кроспойнт“ (по лиценз на „Сименс“), АТЦ-М400, уплътнителни телефонни системи, радиорелейна апаратура), електронни апаратури за контрол и регулиране на работата на селскостопанска техника.

### ДСО Приборостроене и автоматизация
Производствената номенклатура на ДСО „Приборостроене и автоматизация“ обхваща: електрически изпълнителни механизми; цифрови измервателни уреди; стабилизирани токоизправители за лабораторни нужди; електронни регулатори за влажност и температура; електромагнитни вентили; уреди и средства за пневматична аналогова система; манометри; водомери; стрелкови електроизмервателни уреди; електронни системи за програмиране и контрол и др.
Други стопански организации, развили производството на компютри и периферни устройства, са ДСО Изот, ДСО „Електронни елементи“ (или „Електронни материали и градивни елементи“, ЕМГЕ) и Микропроцесорна техника Правец.
Във втората половина на 80-те моделът на управление на българската икономика се променя и се въвеждат стопанските обединения (СО). През март 1986 г. Министерството на машиностроенето наред с останалите промишлени министерства се закрива, а ръководството на промишлеността се поема от отраслови асоциации, подчинени на Стопанския съвет към Министерския съвет, оглавен от Огнян Дойнов, но просъществувал за кратко. От август 1987 г. ръководството на електронната промишленост преминава към Министерство на икономиката и планирането.

## Продукция
- Радиоприемници
- Телевизори
- Двукасетъчни записващи радиокасетофони
- Радиостанции
- Телефонни централи
- Телефони
- Компютри
- Периферни устройства
- Промишлена електроника
- Електромедицински апарати
- Електроизмервателни уреди
- Електронни устройства и системи като средства за управление и автоматизация
- Производство на дискретни полупроводникови и микроелектронни градивни елементи.

## Икономически резултати
В края на 70-те години електрониката наред с военнопромишления комплекс се превръща в спасителен пояс за измъкване на страната от поредния критичен финансов период, настъпил след петролната криза от 1973 година.
Съгласно официалната статистика за финансовата 1989 г. на електрониката и далекосъобщителната техника се падат 25% от българското промишлено производство, а основният дял е на осем производствени организации. Приблизително 95% от общата продукция е предназначена за пазара на СИВ и предимно за СССР. В отрасъла работят приблизително 130 000 души, от които 8000 са висококвалифицирани инженери. Близо 95% от приходите на електронната промишленост идват от продажби на всички видове компютърни периферни устройства на пазарите на СИВ. През 80-те години България става главният доставчик на високопроизводителни компютърни системи за съветските научни, изследователски и промишлени институти. България придобива и голям дял на съветските пазари за персонални компютри. Електронната промишленост притежава технологични възможности за проектиране и производство на 80 – 85% на компонентите и възлите, необходими за производството на крайни изделия, въпреки че приблизително 30 – 40% от тези компоненти и подсистеми се внасят от Запад.
След 1989 г. и разпускането на СИВ картината рязко се променя и електронната промишленост следва общия ход на икономическото развитие на България със силен спад на производството, свиване на пазара и рязко повишаване на безработицата.